# Checkers Speech
Die Checkers Speech oder Fund Speech (deutsch: Fonds-Rede) ist eine berühmte Rede, die der damalige Senator und Vizepräsidentschaftskandidat der Republikanischen Partei für die Präsidentschaftswahl 1952, Richard Nixon, am 23. September 1952 hielt. Nixon waren Unregelmäßigkeiten im Zusammenhang mit einem Spendentopf vorgeworfen worden. Er flog nach Los Angeles und hielt eine halbstündige Fernsehansprache, in der er sich selbst verteidigte, seine Gegner angriff und das Publikum aufforderte, sich an das Republican National Committee (RNC) zu wenden, um ihm mitzuteilen, ob er auf der Wahlliste bleiben sollte. Der Name rührt von einem ihn geschenkten schwarz-weißen Cocker Spaniel, den seine Kinder Checkers nannten, und Nixon unabhängig vom Wahlausgang behalten wollte.
Nixon stammte aus einer Familie mit bescheidenen Mitteln, wie er in seiner Ansprache erzählte, und er hatte seine Zeit nach dem Studium der Rechtswissenschaft beim Militär verbracht, sich für ein Amt beworben und im Kongress gedient. Nach seiner erfolgreichen Senatskampagne im Jahr 1950 sammelten seine Unterstützer weiterhin Geld, um seine politischen Aktivitäten zu finanzieren. Mit diesen Beiträgen wurden ihm Reisekosten, Porto für politische Sendungen, die er nicht frankieren ließ, und ähnliche Ausgaben erstattet. Ein solcher Fonds war damals nicht illegal, aber Nixon hatte sich gegen die Korruption in der Regierung gewandt, was ihn dem Vorwurf aussetzte, er gewähre den Spendern besondere Vorteile.
Die Presse wurde im September 1952 auf den Fonds aufmerksam, zwei Monate nach Nixons Wahl zum Vizekandidaten von Dwight D. Eisenhower. Die Geschichte weitete sich aus, bis sie seinen Platz auf dem Wahlzettel bedrohte. Um die öffentliche Meinung umzustimmen, brach Nixon eine Rundreise an der Westküste ab, um die besagte Ansprache an die Nation zu halten. Das RNC brachte die 75.000 Dollar für die Fernsehzeit auf. Die Idee für die Anspielung auf Checkers stammte aus Franklin D. Roosevelts Fala-Rede, die acht Jahre vor Nixons Ansprache gehalten wurde und in der sich Roosevelt über die Behauptung der Republikaner lustig machte, er habe einen Zerstörer geschickt, um seinen auf den Aleuten zurückgelassenen Hund Fala zu holen.
Nixons Rede wurde von etwa 60 Millionen Amerikanern verfolgt. Es folgte eine Unterstützungswelle für ihn. Das RNC und andere politische Büros erhielten Millionen von Telegrammen und Anrufen zur Unterstützung Nixons. Er wurde auf dem Wahlzettel belassen, der Wochen später im November 1952 zum Sieg geführt wurde. Die Rede war ein frühes Beispiel dafür, wie ein Politiker das Fernsehen nutzen konnte, um sich direkt an die Wählerschaft zu wenden. Zugleich wurde sie verspottet oder verunglimpft.
Der Begriff „Checkers-Rede“ bezeichnet im Allgemeinen eine persönliche, emotionsgeladene Rede eines Politikers, mit der er um die Unterstützung der Öffentlichkeit wirbt.

## Hintergrund
1950 setzte Nixon sich gegen die Abgeordnete Helen Gahagan für die Wahl als Senator für Kalifornien durch. Nachdem die sechsjährige Amtszeit gesichert war, planten Nixons Wahlkampfleiter dessen weitere Karriere. Der Wahlkampfmanager Murray Chotiner und Wahlkampfleiter Bernie Brennan schlugen eine ganzjährige Kampagne für die nächsten sechs Jahre vor, die zu einer Wiederwahl im Jahr 1956 führen sollte. Nixons Schatzmeister für den Wahlkampf in Südkalifornien, Dana Smith, schlug den so genannten „Fonds“ vor, der von ihm selbst verwaltet und aus dem Nixons politische Ausgaben bestritten werden sollten.
Als Senator erhielt Nixon ein Jahresgehalt von 12.500 Dollar. Er erhielt zudem eine Aufwandsentschädigung von über 75.000 Dollar. Da Kalifornien damals schon zu den bevölkerungsreichste  Bundesstaaten zählte, erhielt er mehr als die meisten Senatoren für die Bezahlung seines zwölfköpfigen Personals und der laufenden Büroausgaben. Auch die Flugtickets für sich und seine Familie zwischen Washington, D.C. und Kalifornien wurden daraus bezahlt.
Nixon charakterisierte die Haltung seiner Unterstützer und Helfer später folgendermaßen: „Wir wollen, dass Sie jetzt sofort mit dem Wahlkampf für 1956 beginnen, und wir denken, dass der Weg dazu darin besteht, die Mittel für Reden, Reisen nach Kalifornien usw. zur Verfügung zu haben.“ Die Spender wurden nur von seinen frühen Unterstützern gezogen, und die Beiträge waren auf 1.000 US-Dollar begrenzt. Nixon sollte nicht über die Namen der Spender informiert werden; im Spendenbrief hieß es jedoch, dass Nixon „natürlich sehr dankbar für Ihr anhaltendes Interesse“ sei. Bis zum 30. Oktober 1951 waren etwa 16.000 US-Dollar gesammelt worden, von denen Nixon etwa 12.000 US-Dollar ausgab.
1952 wählten die Republikaner Eisenhower zu ihrem Präsidentschaftskandidaten, der dann Nixon zu seinem Vizepräsidenten auserkor. Die Demokraten stellten den Gouverneur von Illinois, Adlai Stevenson, und den Senator von Alabama, John Sparkman, zum Vizepräsidenten auf. Die kalifornische Delegation für den Nationalkongress der Republikaner 1952, zu der auch Nixon gehörte, hatte sich auf den „Lieblingssohn“ des Staates, Gouverneur Earl Warren, eingeschworen, der hoffte, die Präsidentschaftsnominierung in einem ausgehandelten Konvent zu erlangen. Warren scheiterte und seine Anhänger warfen Nixon politischen Opportunismus vor, da er die Nominierung zum Vizepräsidenten annahm. Sie behaupteten, er habe hinter den Kulissen darauf hingearbeitet, Eisenhower zur Nominierung zu bewegen, obwohl dieser zugesagt hätte, Warren zu unterstützen. Ein verärgerter Warren-Anhänger aus Pasadena ließ die Geschichte des Fonds mehreren Reportern zukommen.
Nixon hatte sich in seiner Zeit im Senat für öffentliche Integrität eingesetzt und sogar den Rücktritt seines eigenen Parteivorsitzenden, Guy Gabrielson, gefordert, als dieser in einen Kreditskandal verwickelt war. Mit dieser „empörten Rhetorik“ hatte Nixon „seine eigene Position geschwächt“, als die Fondskrise ausbrach.
Am 14. September wurde Nixon von dem Reporter Peter Edson der Enterprise Association über den Fonds befragt, nachdem der Senator einen Auftritt bei Meet the Press absolviert hatte. Nixon sagte Edson, der Fonds sei von seinen Unterstützern eingerichtet worden, um politische Ausgaben zu bestreiten. Für weitere Nachfragen verwies er ihn an Smith. Edson und andere Reporter setzten sich mit Smith in Verbindung, der Fragen über den Fonds beantwortete. Drei Tage später verließ Nixons Wahlkampfzug, der „Dick Nixon Special“ Pomona, um eine Wahlkampftour durch die Westküste und die Bundesstaaten der Rocky Mountains zu unternehmen.
Nixon setzte seine Wahlkampftour fort, musste jedoch zunehmend mit Protesten und kritischen Fragen umgehen. In Marysville fragte ihn jemand aus dem Publikum nach dem Geldbetrag von 16.000 US-Dollar, der angeblich im Fonds war. Nixon verteidigte sich erneut und argumentierte, der Fonds habe Steuergelder gespart.
Inzwischen war auch Eisenhower auf die Angelegenheit aufmerksam geworden. Er forderte Nixon auf, alle Unterlagen zum Fonds offenzulegen, und ließ den kalifornischen Senator William F. Knowland anreisen, um als möglicher Ersatz für Nixon bereitzustehen. Die Presse und auch prominente Zeitungen wie die Washington Post forderten Nixon öffentlich auf, von der Kandidatur zurückzutreten.
Die öffentliche Stimmung spitzte sich weiter zu, und Nixon sah sich landesweit mit Demonstrationen und kritischen Plakaten konfrontiert. Die Kampagne erreichte einen Höhepunkt, als Nixon in Eugene, Oregon auf Spott in Bezug auf seine Frau Pat stieß, die angeblich teure Pelzmäntel mittels Spenden erhalten habe. Richard Nixon wehrte sich entschieden und erklärte, dass seine Frau nur einen schlichten republikanischen Stoffmantel trage, was später auch in seiner berühmten „Checkers-Rede“ aufgegriffen wurde.
Während Politiker unterschiedlicher Lager ihre Meinungen zu dem Fonds äußerten, blieb der demokratische Präsidentschaftskandidat Stevenson zunächst zurückhaltend, was bei Nixons Wahlkampfteam Verdacht erregte.
Am 20. September 1952 schlug Bob Humphreys vom RNC vor, dass Nixon eine Fernsehansprache halten sollte, um die öffentliche Kritik am „Nixon Fund“ zu entkräften. Arthur E. Summerfield, der RNC-Vorsitzende, war von der Idee angetan, sorgte sich jedoch um die hohen Kosten einer solchen Übertragung. Nixon beriet sich an diesem Abend mit seinen engsten Vertrauten, die ihn ermutigten, nicht von der Kandidatur zurückzutreten. Chotiner, Nixons Wahlkampfmanager, unterstützte die Fernsehansprache, jedoch unter der Bedingung, dass Nixon ohne kritische Fragen der Presse sprechen könne, um die Kontrolle zu behalten.
Am nächsten Tag wurde die öffentliche Kritik lauter, doch Eisenhower äußerte sich weiterhin nicht eindeutig. Stattdessen ließ er durch eine Anwaltskanzlei und eine Buchhaltungsfirma eine Überprüfung des Fonds einleiten. Nixon erfuhr außerdem, dass viele von Eisenhowers Beratern für seinen Rücktritt plädierten, was ihn zusätzlich belastete.
Am späten Abend des 21. September telefonierte Nixon schließlich mit Eisenhower. Dieser wollte ihm eine Chance zur Verteidigung geben, jedoch erst einige Tage nach der Ansprache entscheiden, ob Nixon als Vizekandidat auf dem Wahlzettel bliebe. Frustriert forderte Nixon eine klare Entscheidung, da er die Ungewissheit nicht länger ertragen wollte.
In der Nacht zum Morgen des 22. September 1952 bereiteten die Mitarbeiter von Eisenhower und Nixon die geplante Fernsehansprache vor. Das RNC sammelte 75.000 US-Dollar für die halbe Stunde Sendezeit. Eisenhowers Team sicherte sich 60 NBC-Sender sowie die Radiosender CBS und Mutual. Zunächst wollte Nixons Team den Sendeplatz nach der beliebten Show I Love Lucy am Montagabend. Da Nixon noch nicht bereit war, wurde der 23. September nach Texaco Star Theater gewählt. Das El Capitan Theatre in Hollywood wurde der guten Beleuchtung wegen für die Übertragung gewählt.
Am Montagmorgen flog Nixon nach Los Angeles, um während des Flugs Notizen für seine Ansprache zu machen. Er plante, persönliche Informationen wie die Finanzen seiner Familie und die Geschichte des Familienhundes Checkers einzubinden, was seine Frau Pat verärgerte. Im Ambassador Hotel zog sich Nixon zurück und beriet sich nur mit engen Vertrauten wie Chotiner und Anwalt William P. Rogers. Ohne Informationen an die Presse preiszugeben, ließ Nixon Spekulationen im Raum stehen, was dazu führte, dass Gerüchte kursierten, er würde zurücktreten.
Am Tag der Ansprache erhielten Nixon und sein Team positive Rechtsgutachten, die bestätigten, dass die Annahme von Geldern für Spesen legal war und keine Zweckentfremdung vorlag. Trotzdem riet Eisenhower, dass Nixon am Ende der Rede zurücktreten solle. Der New Yorker Gouverneur Thomas E. Dewey rief Nixon an und überbrachte diese Botschaft indirekt, woraufhin Nixon, verärgert und entschlossen, antwortete, dass Eisenhower und seine Berater seine Entscheidung „wie jeder andere“ am Abend sehen würden.
Gestärkt durch die Unterstützung Chotiners und die jubelnde Menge junger Republikaner, die ihn vor dem El Capitan empfing, ging Nixon zur Sendung. Währenddessen bereitete sich Eisenhower darauf vor, die Rede zusammen mit seiner Frau und Beratern im Auditorium in Cleveland, Ohio zu verfolgen.

## Ansprache
Nixon sprach direkt in die Kamera, in einem ruhigen und ernsten Ton, und legte die finanzielle Lage seiner Familie offen dar. Dabei beschrieb er, wie bescheiden sie lebten, ohne hohe Einkommen oder luxuriöse Besitztümer. Er betonte, dass das Geld aus dem Fonds ausschließlich für politische Ausgaben genutzt worden sei, um den Steuerzahlern Kosten zu ersparen. Mit dieser detaillierten Erklärung wollte er Transparenz zeigen und die Behauptungen widerlegen, er verwende das Geld für persönliche Zwecke.
Besonders emotional wurde die Rede, als Nixon das Geschenk eines Hundes erwähnte, den seine Familie, insbesondere seine Töchter, kürzlich erhalten hatte. Er erzählte, wie ein Unterstützer aus Texas ihnen den Hund namens Checkers geschickt habe und wie sehr seine Töchter Tricia und Julie ihn liebten. Nixon erklärte, dass die Familie Checkers behalten werde, unabhängig von den politischen Konsequenzen, da der Hund zu einem geliebten Familienmitglied geworden sei. Dieser Moment war geschickt eingesetzt, um Nixon menschlich und nahbar wirken zu lassen.
Am Ende der Rede forderte Nixon die Zuschauer auf, der Republikanischen Partei mitzuteilen, ob sie ihn weiterhin als Vizekandidaten für die Präsidentschaftswahl sehen wollten. Diese Aufforderung zur Meinungsbekundung zielte darauf ab, die öffentliche Unterstützung für ihn zu messen und gleichzeitig Druck auf Eisenhower und die Partei auszuüben, ihn im Amt zu behalten.
Die Rede dauerte knapp dreißig Minuten und wurde landesweit übertragen. Sie löste eine massive Reaktion aus: Die republikanischen Büros wurden mit Anrufen und Briefen überschwemmt, in denen die Menschen mehrheitlich ihre Unterstützung für Nixon bekundeten. Dies half ihm nicht nur, die Kritik abzuwehren, sondern festigte auch seinen Ruf als entschlossener und zugänglicher Politiker, der bereit war, persönliche Details offenzulegen, um seine Integrität zu verteidigen. Die Ansprache trug dazu bei, Nixon auf dem republikanischen Ticket zu halten, und wurde zu einem frühen Beispiel für den Einfluss des Fernsehens auf die politische Meinungsbildung in den USA.